# Hippaliosina costifera
Hippaliosina costifera är en mossdjursart som beskrevs av Osburn 1952. Hippaliosina costifera ingår i släktet Hippaliosina och familjen Hippaliosinidae. Inga underarter finns listade i Catalogue of Life.